# Castiarina occidentalis
Castiarina occidentalis es una especie de escarabajo del género Castiarina, familia Buprestidae. Fue descrita científicamente por Barker en 1979.